# Temnora elisabethae
Temnora elisabethae är en fjärilsart som beskrevs av Erich Martin Hering 1930. Temnora elisabethae ingår i släktet Temnora och familjen svärmare. Inga underarter finns listade i Catalogue of Life.